# Michael Lepond
Michael Lepond est un bassiste américain né en 1966. Il joue avec le groupe de metal progressif du New Jersey Symphony X depuis l'album V (the new mythology suite) sorti à l'automne 2000.

## Biographie
Il commença à jouer à la guitare basse à l'âge de 13 ans. 
A l'été 2006 il se remet d'une intervention chirurgicale à la suite d'une maladie inflammatoire chronique du tube digestif, la maladie de Crohn.